# Ewa Braun
Ewa Braun (Cracovia, 2 agosto 1944) è una scenografa e costumista polacca.

## Filmografia parziale

### Scenografia
- Vita per vita - Massimiliano Kolbe (Życie za życie. Maksymilian Kolbe), regia di Krzysztof Zanussi (1991)
- Il tocco della mano (Dotknięcie ręki), regia di Krzysztof Zanussi (1992)
- Fratello del nostro Dio (Brat naszego Boga), regia di Krzysztof Zanussi (1997)

### Arredamento di scena
- Europa Europa, regia di Agnieszka Holland (1990)
- La settimana santa (Wielki tydzień), regia di Andrzej Wajda (1995)
- Bandyta, regia di Maciej Dejczer (1997)

### Decoratore di scenografie
- Schindler's List - La lista di Schindler (Schindler's List), regia di Steven Spielberg (1993)

### Assistente decoratore
- Jakob il bugiardo (Jakob the Liar), regia di Peter Kassovitz (1999)